# Parlamentswahl in Nordzypern 2005
- BDH: 1
- CTP: 24
- DP: 6
- UBP: 19

Die Parlamentswahlen in Nordzypern fanden am 20. Februar 2005 statt.
Vor der Wahl fand ein Referendum über den Annan-Plan statt, der zwar von der großen Mehrheit der Zyperntürken unterstützt, jedoch von den Zyperngriechen abgelehnt wurde.
Nach der Wahl wurde eine Koalition zwischen CTP und DP gebildet, diese zerbrach jedoch, wodurch eine Koalition mit der Özgürlük ve Reform Partisi gebildet wurde, welche sich von der UBP abgespalten hat.

## Ergebnis
| Cumhuriyetçi Türk Partisi (CTP, sozialdemokratisch) | 577.443   | 44,51 | 24 | +5 |
| Ulusal Birlik Partisi (UBP, nationalkonservativ)    | 410.813   | 31,67 | 19 | +1 |
| Demokrat Parti (DP, konservativ)                    | 174.721   | 13,47 | 6  | −1 |
| Barış ve Demokrasi Hareketi (BDH, Mitte-links)      | 75.747    | 5,84  | 1  | −5 |
| Toplumcu Kurtuluş Partisi (TKP, Mitte-links)        | 31.210    | 2,41  | 0  | −5 |
| Sonstige                                            | 27.409    | 2,11  | 0  | ±0 |
| insgesamt                                           | 1.297.343 | 100   | 50 | ±0 |
| Wahlberechtigte/Wahlbeteiligung                     | 147.249   | 80,82 | –  | –  |
| Quelle: YSK, Parties and Elections                  |           |       |    |    |